# Regno di Takri
Il regno di Takri (탁리국?, 橐離國?, TangnigukMR) o regno di Gori (고리국?, 槀離國?, GorigukLR) fu un regno proto-coreano in cui nacque il re Dongmyeong di Goguryeo, fondatore di Buyeo.
Akabane Masayuki afferma che il regno di Gori fosse situato nel nord di Buyeo. Naitō Torajirō sottolinea invece come fosse uno Stato del popolo Daur, che viveva lungo il fiume Songhua.

## Storia
Il regno di Gori è descritto in diversi modi da diversi documenti storici: la citazione più antica di Dongmyeong di Goguryeo, fondatore di Buyeo, è nel Lunheng di Wang Chong nella dinastia Han Orientale.
Una descrizione del regno di Takri è contenuta nel capitolo Jiyan (吉験) nel volume 2 del Lunheng. Nelle Cronache dei Tre Regni, volume 30, capitolo 30 del Libro di Wei, Biografia di Wuhuan, Xianbei, e Dongyi, Weilue, vi è la seguente storia che menziona il regno di Gori:
(Chen Shou, Cronache dei Tre Regni)